# People (singel Barbry Streisand)
People – piosenka z 1963, skomponowana przez Jule’a Styne’a, do której tekst napisał Bob Merrill. Pierwotnie utwór nagrany został przez Barbrę Streisand, której wersja wydana została na singlu w styczniu 1964.

## Informacje ogólne
Piosenka została napisana na potrzeby musicalu broadwayowskiego Zabawna dziewczyna z 1964 roku, z udziałem Barbry Streisand, która wykonała piosenkę w produkcji. Początkowo utwór nie miał być zawarty w musicalu, gdyż nie podobał się producentom. Dzięki usilnym staraniom Boba Merrilla, Streisand pozwolono wykonać „People” podczas jednej z prób, co wywarło tak duże wrażenie, iż piosenkę włączono do całości. Nagranie znalazło się na ścieżce dźwiękowej musicalu, a także na kolejnym solowym albumie artystki, People. Singel ten był pierwszym sukcesem piosenkarki na amerykańskiej liście Billboard Hot 100, i pozostaje jednym z najpopularniejszych w repertuarze Streisand.

## Pozycje na listach
| Lista             | Pozycja |
| ----------------- | ------- |
| Billboard Hot 100 | 5       |
| FIMI              | 25      |

## Wersje innych wykonawców
Źródło

Piosenkę nagrali także:

- 1964 – Ella Fitzgerald
- 1964 – Dionne Warwick
- 1964 – Marvin Gaye
- 1964 – Jack Jones
- 1964 – Andy Williams
- 1964 – Wes Montgomery
- 1965 – The Lettermen
- 1965 – Sammy Davis Jr.
- 1965 – Shirley Bassey
- 1966 – Patti LaBelle and The Bluebelles
- 1966 – Count Basie & His Orchestra
- 1967 – Ray Charles
- 1968 – Diana Ross & The Supremes
- 1969 – Aretha Franklin
- 1995 – Tony Bennett
- 2011 – George Benson